# Kiitos ei ole kirosana (singolo)
Kiitos ei ole kirosana  è il terzo singolo della band rock finlandese Haloo Helsinki! tratto dal quinto e omonimo album di studio, pubblicato il 30 gennaio 2015 dalla Ratas Music Group.
Il brano ha raggiunto la prima posizione nella classifica dei singoli più trasmessi in radio.

## Video
Il video musicale è stato pubblicato sull'account di VEVO il 30 gennaio 2015 ed è stato girato da Herra Ylppö e Gabi Hakanen.

## Tracce
1. Kiitos ei ole kirosana – 3:59 (testo: Elli Haloo – musica: Leo Hakanen)

## Classifiche
| Classifica (2015)    | Posizione |
| -------------------- | --------- |
| Finlandia            | 4         |
| Finlandia (digitale) | 6         |
| Finlandia (radio)    | 1         |